# Nore og Uvdal
Nore og Uvdal is een uitgestrekte en zeer dunbevolkte gemeente in de Noorse provincie Buskerud. De gemeente telde 2530 inwoners in januari 2017. Het bestuur van de gemeente zetelt in Rødberg.

## Ligging

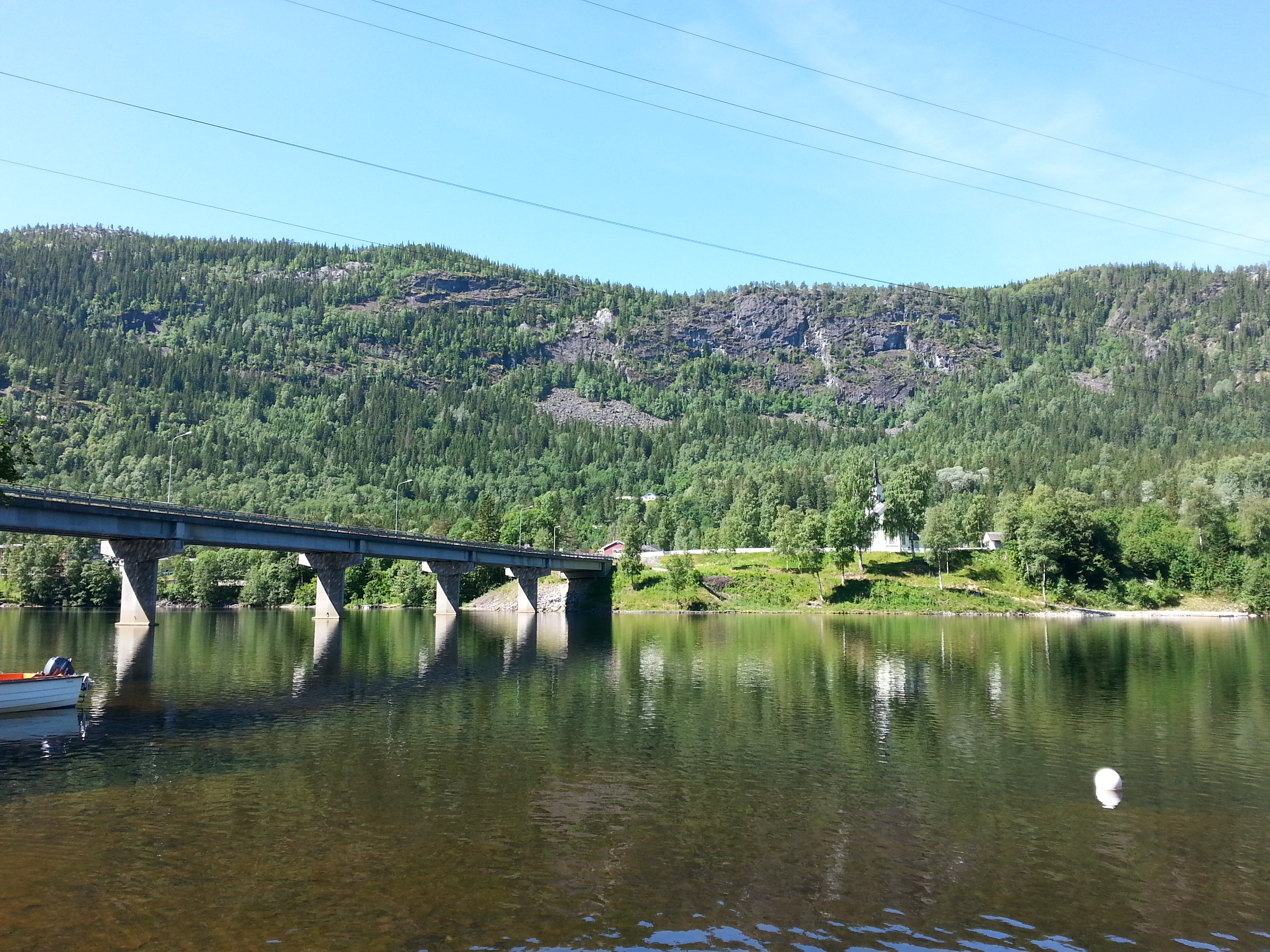
Brug over Norefjord

Nore og Uvdal ligt in het Numedal. De gemeente grenst in het noorden aan de gemeenten Hol, Ål en Nes, in het oosten aan Flå en Sigdal, in het zuiden aan de gemeenten Tinn en Vinje in Telemark en in het westen aan Eidfjord in Hordaland. Het zuidelijke deel van de gemeente maakt deel uit van Hardangervidda. Door de gemeente loopt Numedalsbanen die echter gesloten is. Aan de lijn lagen stations i Rødberg en Nore.

## Dorpen
Hoewel de gemeente nauwelijks 2.500 inwoners telt liggen er meerdere dorpen in Nore og Uvdal. Naast Rødberg zijn dat Nore en Uvdal beide met een staafkerk waarvan de geschiedenis teruggaat tot de twaalfde eeuw. In Langedrag, in de bergen, is een dierenpark: Langedrag Naturpark.
Ål · Drammen · Flå · Flesberg · Gol · Hemsedal · Hol · Hole · Kongsberg · Krødsherad · Lier · Modum · Nesbyen · Nore og Uvdal · Øvre Eiker · Ringerike · Rollag · Sigdal

Voormalige gemeente: Hurum · Nedre Eiker · Røyken